# Chamaemyia luzonensis
Chamaemyia luzonensis är en tvåvingeart som först beskrevs av Malloch 1926.  Chamaemyia luzonensis ingår i släktet Chamaemyia och familjen markflugor. Inga underarter finns listade i Catalogue of Life.